# 黄胸滨鹬
，是鸻形目丘鹬科的一种鸟类。

## 分類
其物種名稱 subruficollis 來自拉丁語 subrufus，意為“微紅色”（由 sub，“稍微”和 rufus，“紅棕色”組成），以及 collis，“-頸/-喉”（源自 collum，“頸”）。

## 描述
這種鳥的上半部呈棕色，所有羽色的臉部和下半部均為淡黃色。它有一個短喙和黃色的腿。雄鳥比雌鳥大。幼鳥與成鳥相似，但後腹部可能較淺。
| 標準測量值 | 標準測量值                      |
| ---------- | ------------------------------- |
| 體長       | 190—230 mm（7.5—8.9英寸）       |
| 體重       | 63 g（2.2 oz）                  |
| 翼展       | 460 mm（18英寸）                |
| 翅膀       | 128.2—138.7 mm（5.05—5.46英寸） |
| 尾羽       | 56.8—61.4 mm（2.24—2.42英寸）   |
| 嘴峰       | 19.9—21.3 mm（0.78—0.84英寸）   |
| 跗跖骨     | 31.8—34 mm（1.25—1.34英寸）     |

## 分佈與棲地

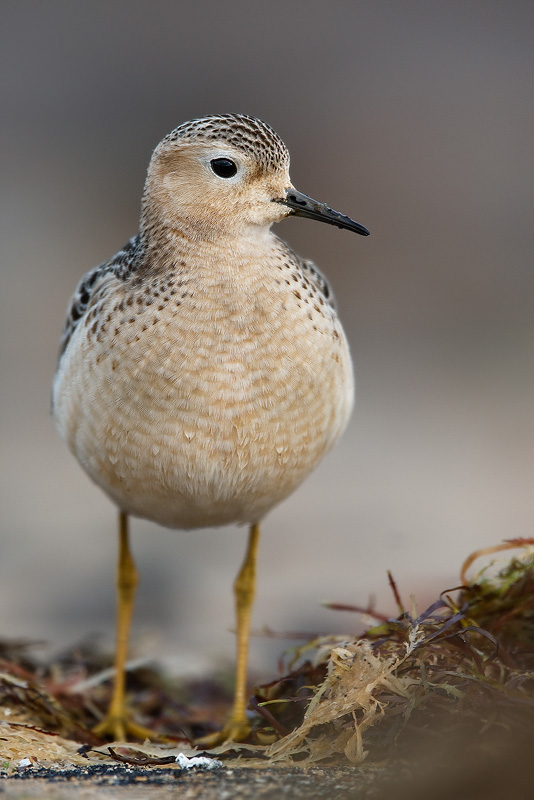

C. subruficollis 在北美洲的開放性北極苔原上繁殖，是一種遷徙距離非常長的候鳥，主要在南美洲過冬，尤其是阿根廷。
它主要通過北美中部遷徙，在海岸地區並不常見。作為經常在西歐出現的迷鳥，它在大不列顛和愛爾蘭不被認為是稀有的，這裡曾出現過小群體。只有美洲尖尾濱鷸是更常見的美洲涉禽訪客。
這種鳥類在北至加拿大（包括阿拉斯加）等地築巢，牠們在地面上築巢，每窩產四顆鳥蛋。雄鳥會展示翅膀下方的白色羽毛，這種展示有時會出現在遷徙途中，即使沒有其他黃胸鷸存在。在繁殖季節外，這種鳥通常出現在短草的棲地，如機場或高爾夫球場，而不是靠近水源的地方。
這些鳥通過視覺拾取食物，主要以昆蟲和其他無脊椎動物為食。已知黃胸鷸會捕食Bombus polaris，這是一種可以在北極圈內發現的熊蜂。 它們可能會吃掉這些熊蜂，或者將它們餵給幼鳥。 它們通常非常溫馴。
黃胸鷸被懷疑與白腰濱鷸或黑腰濱鷸有雜交過。

### 在南亞和澳大利亞
這種鳥在南亞至少有三次被觀察到。據信，這隻鳥可能是從北美大平原遷徙到阿根廷時被風吹到了南亞。2011年11月，這種鳥類曾在印度南部的喀拉拉邦附近的卡努爾被觀察到。 此外，黃胸鷸在澳大利亞至少被記錄了八次。 2023年，它再次在卡努爾的馬達伊帕拉被發現。
1978年，Phillips 在斯里蘭卡記錄了這個物種，此後記錄很少。2001年，也有一隻鳥在南非的Marievale被記錄。